# Grotte de Paula
La grotte de Paula est située à trois kilomètres d'Omaruru, en Namibie. La grotte est classée monument national de Namibie depuis le 1er mars 1951.

## Galerie

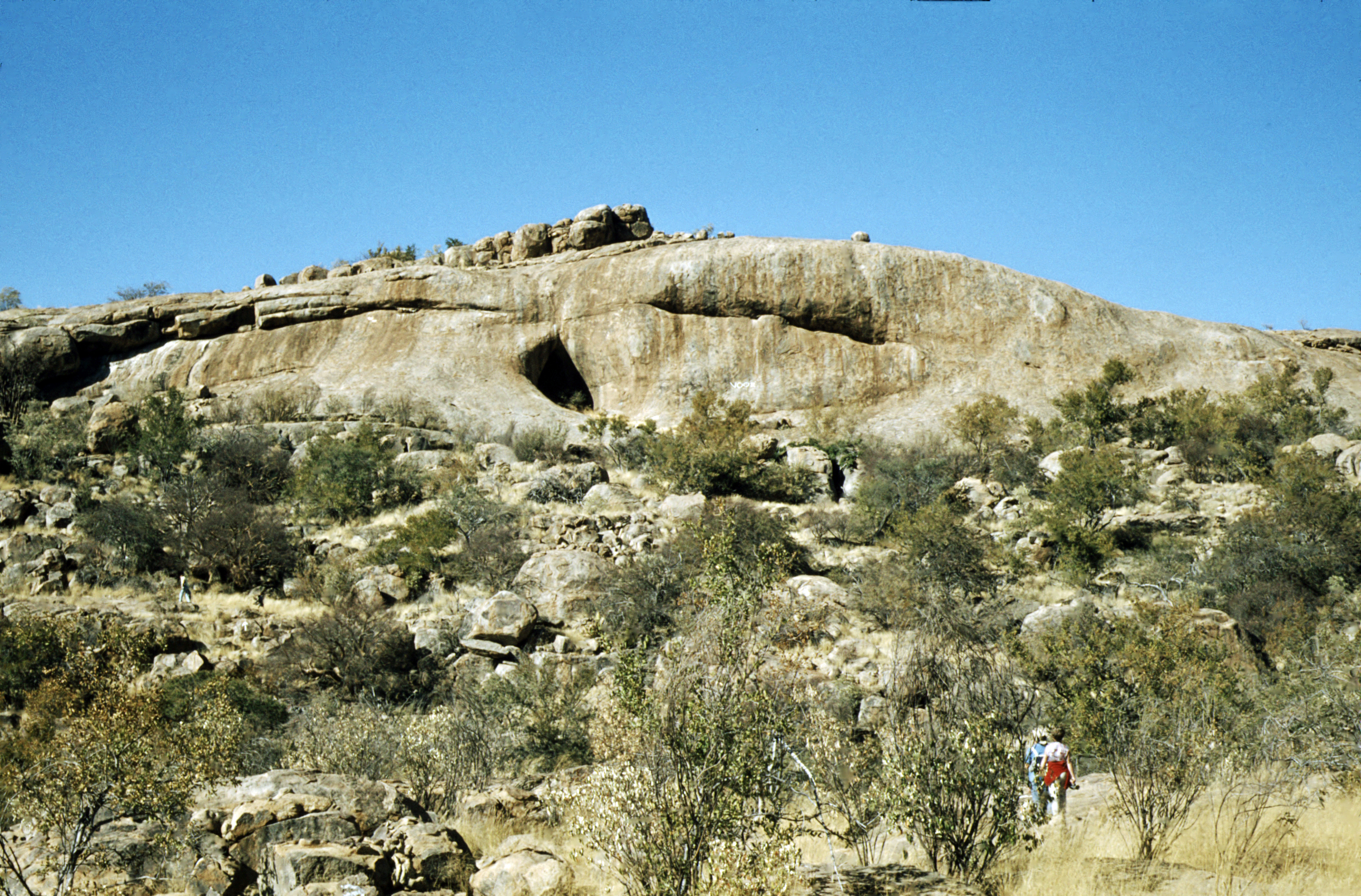
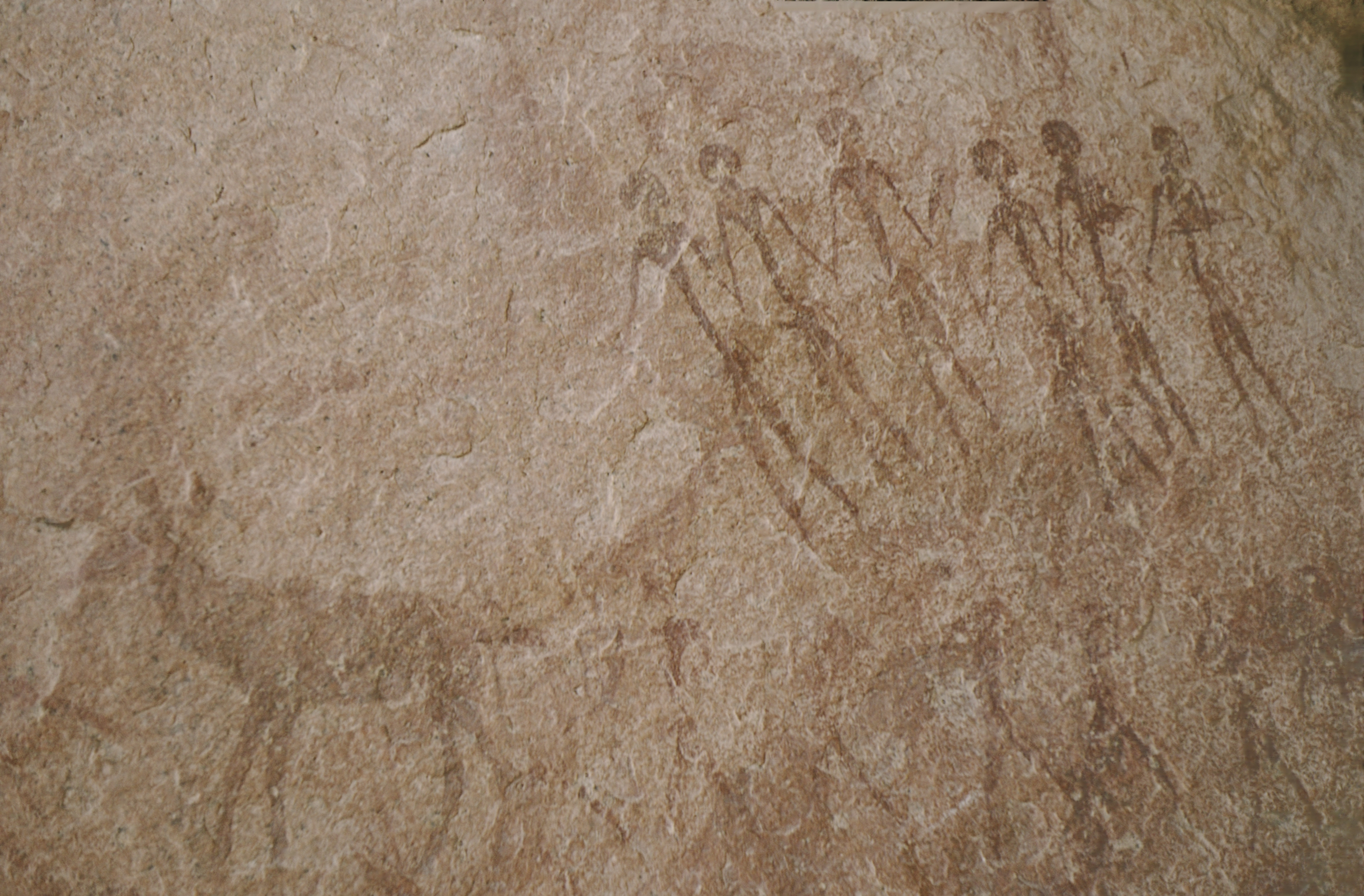